# James DeWolf
Pour les articles homonymes, voir DeWolf.
James DeWolf, né la 18 mars 1764 et mort le 21 décembre 1837, était un marchand d'esclave, corsaire au cours de la guerre de 1812, et une personnalité politique nationale des États-Unis d'Amérique. Il a acquis une certaine notoriété en 1791, alors qu'il était inculpé pour le meurtre, à bord de son navire, d'un esclave soupçonné d'avoir la variole ; sa défense était qu'il menaçait la vie de tous les autres esclaves et de l'équipage en raison de sa maladie. L'affaire a finalement été rejetée et considérée comme légitime en vertu de la loi contemporaine. Au cours de sa vie, son nom était généralement écrit "James D'Wolf".
Il fut durant la dernière partie de sa vie, pendant près de 25 ans le sénateur de Rhode Island. En plus du commerce des esclaves, DeWolf investi dans le sucre et les plantations de café à Cuba et devint l'homme le plus riche de son État ; à la fin de sa vie, il était dit qu'il était la deuxième personne la plus riche de tous les États-Unis.

## Biographie
James DeWolf est né en 1764 à Bristol, à Rhode Island, de Mark Anthony DeWolf (1726-1792) et sa femme, Abigail Potter (1726-1809). Il avait trois frères : Charles, Jean, Guillaume et Levi DeWolf. Leur père, ainsi que leur oncle Siméon Potter étaient des marchands d'esclaves avant la guerre d'indépendance. James DeWolf devint marin jeune, travaillant pour un corsaire pendant les dernières années de la guerre d'indépendance. Il participa à plusieurs batailles navales et fut capturé à deux reprises par les britanniques.
Après la guerre, DeWolf fut sélectionné pour être capitaine d'un navire pendant sa vingtième année. Il commença à s'engager dans des entreprises commerciales, y compris le commerce d'esclaves, souvent achetés à Cuba ou d'autres ports des Antilles puis revendus dans le Sud des États-Unis. Son père et son oncle avaient été impliqués dans la traite des esclaves depuis 1769. Bien que le Rhode Island ait interdit le commerce des esclaves en 1787, DeWolf et sa famille ont continué de financer et de commander des voyages en Afrique de l'Ouest.
En 1790, James DeWolf se maria à Nancy Ann Bradford, fille de William Bradford, vice-gouverneur et d'un futur sénateur de Rhode Island,. Ils ont plusieurs enfants ensemble, dont une fille, Abby DeWolf.
En 1791, James DeWolf fut inculpé pour meurtre par un grand jury de Newport, et l'affaire fut largement rapportée en Nouvelle Angleterre par la presse. Il était accusé d'avoir ordonné le meurtre, en 1789, d'une femme esclave africaine qui était malade de la variole à bord de son navire, Polly ; après avoir été traité au mieux par l'équipage, elle a été attachée à une chaise puis passée par-dessus bord. De tels cas étaient connus et relativement courant à l'époque, du fait de la menace d'épidémies graves à bord des navires. Le juge chargé de l'affaire a finalement accepté que le procureur dépose un nolle prosequi, une déclaration formelle "qu'il ne souhaite pas poursuivre l'affaire". Lorsque James DeWolf entendit les chefs d'accusation, il partit pour la Côte de l'Or de l'Afrique.
DeWolf a également été inculpé avec cette affaire à Saint Thomas, où il vivait alors. Deux membres de l'équipage, dont l'un avait participé à l'assassinat - du fait qu'il avait déjà eu la variole et était donc immunisé-, déclarèrent dans une déposition de 1794 faite à Saint-Eustache que l'esclave devait être lancée afin de sauver le reste des esclaves et de l'équipage de la maladie infectieuse. C'était justifiable selon le droit maritime contemporain,. En 1795, James DeWolf a témoigna finalement au sujet de l'affaire au tribunal de Saint Thomas, aux Antilles. N'ayant alors pas de contradicteur s'opposant à son témoignage, le juge danois statua en sa faveur.
DeWolf finança 25 autres voyages d'esclaves, généralement avec d'autres membres de sa famille. Son père avait commencé le commerce des esclaves en 1769, et son neveu George DeWolf continua illégalement jusqu'en 1820. Au total, la famille DeWolf est soupçonnée d'avoir amené plus de 11 000 esclaves avant l'interdiction de ce commerce aux États-unis, en 1808.
James DeWolf était aussi propriétaire d'une distillerie de rhum pour le commerce en Afrique de l'Ouest ; ainsi que de la Banque de Bristol, fondée avec ses frères et neveux, et d'une compagnie d'assurance qui, ensemble, finançaient et assuraient leurs bateaux d'esclaves. À partir de 1805-1807, la compagnie d'assurance avait couvert 50 voyages. Un membre de la famille créa ensuite une maison de vente aux enchères d'esclaves à Charleston, destination de nombreux bateaux d'esclaves.
Avec la richesse acquise par le commerce, James DeWolf acheta et exploita trois plantations de sucre et de café à Cuba. Tout comme celle du Sud profond des États-Unis, elles fonctionnaient uniquement grâce à la main-d'œuvre esclave,.
Au cours de la guerre de 1812, James DeWolf mis à dispositions ses navires et équipages comme corsaires sous l'autorité du président des États-unis. Un de ses navires, le Yankee, fut celui qui connut le plus de succès de la guerre, en interceptant 40 navires Britanniques. Il captura une valeur totale de plus de 5 millions de dollars au cours de la guerre.
À ce moment, James DeWolf était également devenu un pionnier dans la fabrication textile en coton, qui se développait rapidement en Nouvelle-Angleterre. Avec sa richesse acquise de la traite des esclaves, il est devenu un des membres fondateurs du consortium de la Arkwright Manufacturing Company en 1809. La société construisit le moulin Arkwright à Coventry en 1810,. Les usines de textile de la Nouvelle-Angleterre reposaient sur coton cultivé par des esclaves à travers le sud profond et expédiés vers le nord. Il y avait de forts liens économiques entre les régions durant la guerre civile américaine.

### Carrière politique
James DeWolf devint actif en politique et très influent dans le nouvel État durant la décennie de la période fédérale. Il fut élu à la chambre des représentants de Rhode Island en 1798 et continua son mandat jusqu'en 1801. Il fit un second mandat entre 1803 et 1812, un troisième entre 1817 et 1821, et un dernier entre 1829 et 1837. Il fut aussi élu représentant de la chambre entre 1819 et 1821.
Il arriva au niveau national en tant qu'élu républicain-démocrate (plus tard Crawford Républicain) au sénat des États-Unis. Il y servi durant à partir du 4 mars 1821 jusqu'à sa démission le 31 octobre 1825.

## Vie privée
Il se maria et eut une famille. Quand sa fille Abbey DeWolf se maria à Charles Dana Gibson, il leur donna comme cadeau de mariage 60 acres de erres à Bristol. Ils y construisirent une grande maison, connue sous le nom de Longfield. Ils sont les grands-parents de l'artiste Charles Dana Gibson, illustrateur de "Gibson Girl" puis éditeur et propriétaire du magazine Life.
James DeWolf mourut à New York en 1837, à l'âge de 73 ans. Il était alors millionnaire et le deuxième homme le plus riche des États-Unis. Son corps fut transféré à Rhode Island, où il fut enterré dans le cimetière privé familial DeWolf de Woodlawn avenue à Bristol. Sa succession comportait des propriétés à Bristol, New York, au Maryland, au Kentucky et dans l'Ohio.

## Héritage
- DeWolf est mis en évidence en 2008 un documentaire, Traces of the Trade: A Story from the Deep North, co-produit et réalisé par Katrina Browne, un descendante de James DeWolf, qui décrit la famille DeWolf comme ayant jouée un rôle majeur aux États-unis dans le commerce des esclaves[3]. Il a été nommé pour un Emmy Award.